# Charles Roger Galmiche-Bouvier
Pour les articles homonymes, voir Galmiche et Bouvier.
Charles Roger Galmiche-Bouvier, né Charles Roger Galmiche à Vesoul (Haute-Saône) en 1838 et décédé à Franchevelle en 1894, est un officier supérieur chef d'escadron, écrivain, agronome éleveur et auteur breveté d'inventions sur la mécanisation culturale de la pomme de terre. À 42 ans, il demande sa mise en disponibilité d’officier supérieur de l’armée territoriale, et travaille avec le chartiste, Jules Finot, sur l’ouvrage critique des dernières années de l’ancien régime avec un comparatif des armées prussiennes et françaises. Il se passionne pour l’agriculture qu’il défend à l’Assemblée nationale, innove en culture et élevage sur son domaine de Franchevelle. Galmiche-Bouvier décède en 1894 dans son château de Franchevelle.

## Biographie

### Formation
Charles Roger Galmiche est né à Vesoul le 2 août 1838. Après des études au lycée de Besançon et au collège Sainte-Barbe, il fait des études de droit et suit des cours de l'école des chartes.

### Armée, écrits et fonctions électives
Marqué par son prestigieux grand-oncle maternel, Jean-Baptiste-Joseph Bouvier, mort pendant la campagne de Russie lors de la bataille de Krasnoï, il fait ajouter Bouvier à son patronyme en 1878.
Charles Roger Galmiche-Bouvier est officier supérieur de l’armée territoriale. Il quitte l'armée comme chef de bataillon le 29 mai 1880. 
Pendant sa carrière militaire, il assure parallèlement la présidence de 1870 à 1879 de la société d’agriculture, lettres, sciences et arts de la Haute-Saône (SALSA).

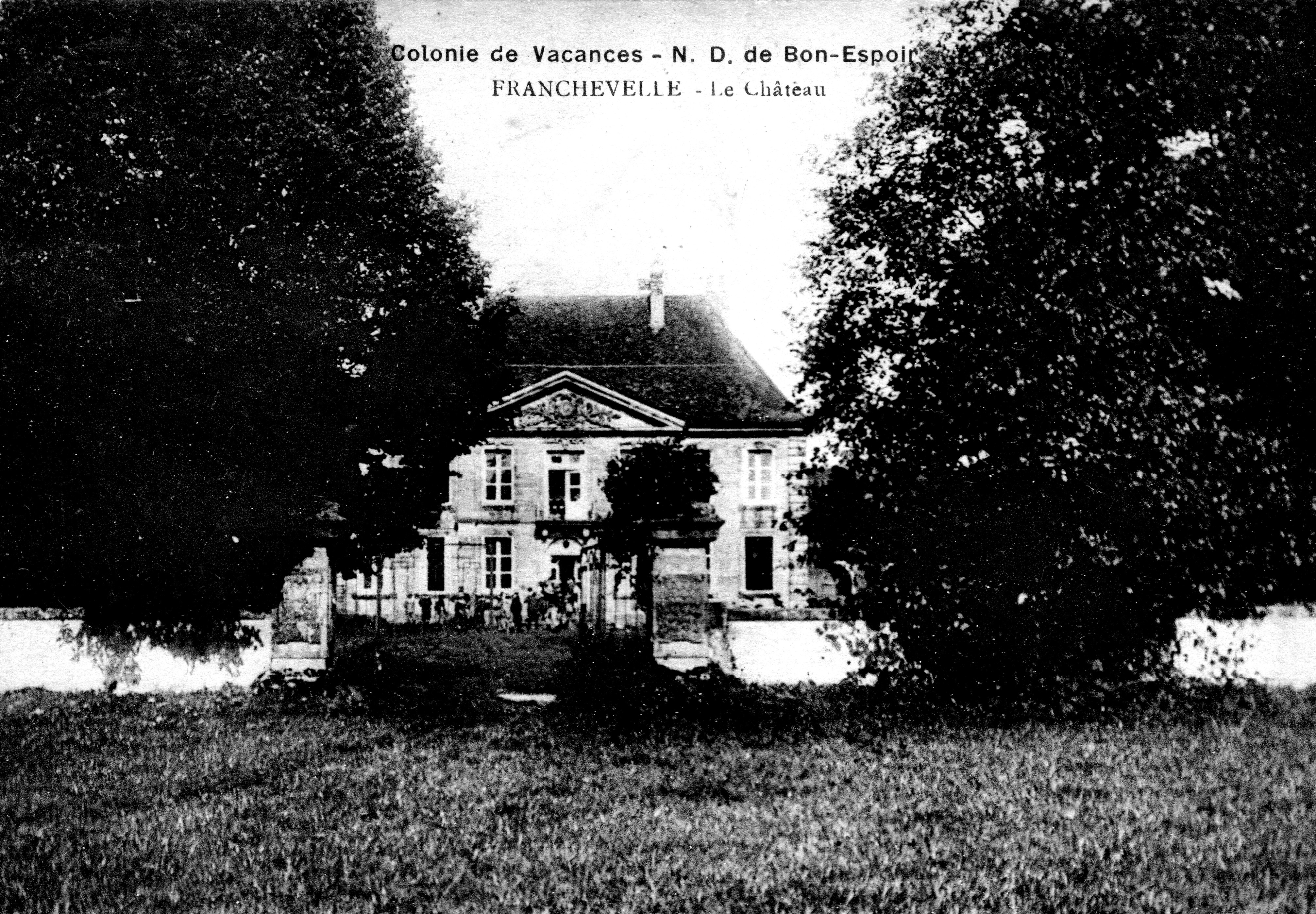
Château de Franchevelle détruit par les Allemands en 1944

Il est président de la société d'agriculture, lettres, sciences et arts de la Haute-Saône, de 1870 à 1875.
Il se présente au suffrage universel, devient membre du conseil général de la Haute-Saône et maire de Franchevelle. Par contre, il échoue à la députation,.
Mettant à profit son expérience militaire, il reprend avec son collègue comtois de l'École des chartes Jules Finot les écrits d'un autre Comtois de Champlitte (Haute-Saône), le Marquis de Toulongeon. Cet ouvrage une mission militaire en Prusse, en 1786 comprend :
- Voyage en Prusse en 1786.(p. 79-164), Quiconque veut connaitre l’Allemagne à la veille de la Révolution devra lire cette partie du volume[17].
- Détails recueillis sur l'armée prussienne, observations sur les grandes manœuvres exécutées par l'armée prussienne, Comparaison avec ceux de la nôtre, Observation sur les uns et les autres.(p164-228)
- Observations sur les grandes manœuvres exécutées par l'armée prussienne sous le commandement du Prince royal et du Duc de Brunswick[18] en mai 1786.(p. 2259-265)
- Mémoires sur l'armée prussienne.

L'ouvrage est référencé en France, plus tard en Suisse en langue allemande,et anglaise.
Il participe activement au lancement du journal Le Réveil de la Haute-Saône en 1886 en devenant le principal actionnaire.

### Défense et pratique du monde agricole.

#### Intégration de l'agriculture dans les syndicats professionnels
La loi de 1884 sur les syndicats inclut le mot agricole in extremis par amendement. Charles Roger Galmiche-Bouvier fait partie des politiques conscients de l'opportunité de cette loi en battant la campagne pour promouvoir la création de syndicats agricoles officiels.

#### Culture
Au XIXe siècle la Haute-Saône est essentiellement agricole et grosse productrice de pommes de terre.
Charles Roger Galmiche-Bouvier y contribue par ses études pratiques sur le terrain et ses publications,.
Grâce à ses inventions, il améliore les conditions d'exploitation des pommes de terre depuis la préparation du terrain et plantage jusqu'au triage et nettoyage des tubercules.

#### Inventions
Il est à l'origine de trois brevets permettant la mécanisation du labourage, plantage, triage et nettoyage des pommes de terre,:
- Herse piocheuse pouvant herser a plat ou sur billons.
- Machine à planter et billonner les pommes de terre et autres tubercules[30].
- Machine à trier et nettoyer les pommes de terre.

#### Production laitière
Charles Roger Galmiche-Bouvier importe des vaches de race jersiaise en 1881. Elles sont appréciées pour leur longévité et leur bon rendement en lait fromager.Il fait plusieurs rapports sur son expérimentation concluante,,.

## Publications
- Charles-Roger Galmiche-Bouvier et Jules Finot, Une mission militaire en Prusse, en 1786 : Récit d'un voyage en Allemagne et observations sur les manœuvres de Potsdam et de Magdebourg, Paris, Firmin-Didot et cie, 1881, 393 p. (ASIN B001D6R9EU, lire en ligne)
- Charles-Roger Galmiche-Bouvier, La Pomme de terre, sa culture et ses variétés, A Suchaux, 1890, 31 p. (ASIN B001C9CUBA)